# 고딕체
고딕체(Gothic體, 문화어: 고직체), 돋움체, 흑자체(黑字體) 또는 민부리류 글꼴은 산세리프체에 해당하는 동아시아 문자(한자, 한글, 가나) 글꼴을 부르는 명칭이다. 주로 글자를 이루는 획의 끝에 있는 돌기인 부리(세리프)가 없는 글꼴을 고딕체로 분류한다.

## 명칭
'고딕체(Gothic script)'라는 명칭은 20세기 초반 영미권에서 산세리프 글꼴을 이르던 명칭 중 하나로, 한국에는 일본을 통해 유입되었다. 영어에서 'Gothic script'는 흑자체, 프락투어, 고트 문자 등을 이르는 명칭으로도 사용되므로 고딕체라는 명칭의 사용은 혼란을 줄 수 있다는 의견이 있다.
'돋움체'라는 명칭은 1991년 문화부의 '한글 글자본 제정 기준안'에서 '고딕체'를 대체하는 용어로 사용된 것으로, 인쇄 활자에서 주로 본문용 글꼴로 사용된 바탕체에 비해 제목 등을 돋우는 데에 사용된다는 의미에서 지정되었다. 이후 픽셀의 밀도가 낮은 디지털 화면에서는 바탕체 계열 글꼴의 부리(세리프)의 표시가 어려운 문제가 있었기 때문에 돋움체가 본문용 글꼴로 주로 사용되었고, 이로 인해 돋움체라는 명칭 또한 혼란을 줄 수 있다는 의견이 나오게 되었다.
'흑자체' 혹은 '흑체'라는 명칭은 주로 중화권에서 사용된다. 영어 'Blackletter'의 번역어인 흑자체는 장식적인 필기 서체를 가리키는 반면, 한자 문화권 국가에서는 처음 가로와 세로 굵기가 획이 일정하고, 마지막 획에 꾸밈이 없다. 종횡의 굵기가 일정한 것이 흑자체의 특징이지만, 전통적인 흑자체에서는 처음부터 마지막까지의 선의 굵기에는 변화가 있는데, 중앙이 약간 가늘다.
'민부리류 글꼴' 혹은 '민부리꼴'이라는 명칭은 "부리가 없는 모양"이라는 의미로, 위의 명칭들이 중의성으로 인해 줄 수 있는 혼란을 방지하기 위해 사용된다.

## 용도
대한민국의 경우, 수많은 간판과 문장의 제목, 그리고 출판 등에 고딕체를 많이 사용한다. 컴퓨터의 세계에서도 고딕체는 표준적인 지위를 차지하고 있다. 이를테면, 명조체의 경우 컴퓨터에서 종횡의 차이 또는 부리(획에서 삼각형으로 삐져나와 있는 부분) 때문에 읽기가 쉽지 않은 데 반해, 고딕체는 먼 곳에서도 잘 보인다.
소설 등 인쇄물의 본문에는 잘 사용되지 않는 등 일부 환경에서는 실용적으로 쓰이지 못할 수도 있으나, 대부분 환경에서 적절하게 쓰일 수 있다. 윈도우 비스타에서는 표준 글꼴로 새롭게 맑은 고딕을 채택하였다.

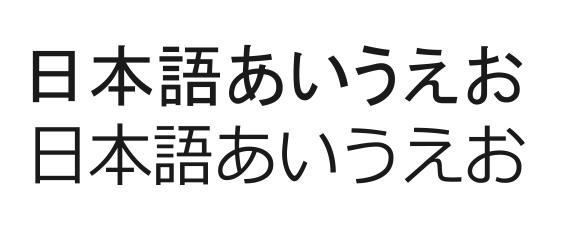
일본어 흑자체

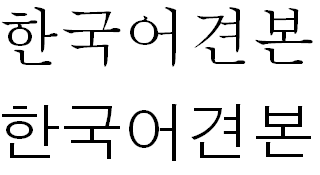
한국어 바탕/돋움

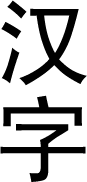
중국어 흑자체

## 컴퓨터에서의 고딕체
윈도우 운영체제에서 쓰이는 일본어판의 고딕 글꼴은 고딕 모양의 시스템 기본 글꼴들과 더불어 보편화되어 있다. 반면, 중국어판 환경은 세리프 모양의 민초(명조의 일본식 발음)를 기본으로 사용한다. 한국어에서는 곡선을 가지는 굴림을 기본으로 사용한다.
윈도우 XP까지 중국어판 마이크로소프트 윈도우에서 기본 인터페이스 글꼴은 명조체 계열(MingLiu와 SimSun)으로, 동아시아를 포함한 대부분의 다른 지역의 제품에서 산세리프 계열이 쓰이는 것과 대조적이었다. 윈도우 비스타부터는 중국어판의 기본 인터페이스 글꼴이 산세리프 계열로 바뀌어 정체자 환경에서는 Microsoft JhengHei를 사용하고, 간체자 환경에서는 Microsoft YaHei를 사용한다.
- 운영 체제의 기본 글꼴로 쓰이는 한국어 고딕체
  - 돋움, 돋움체, 굴림, 굴림체: 마이크로소프트 윈도우에 기본적으로 탑재되는 글꼴. 굴림, 굴림체는 윈도우 XP까지 윈도우 기본 글꼴이었음.
  - 맑은 고딕: 윈도우 비스타 이후 한국어판 마이크로소프트 제품에 기본적으로 탑재되는 기본 인터페이스 글꼴.
  - Apple SD 산돌고딕 Neo: macOS 및 iOS에서 사용되는 한국어 기본 글꼴.
  - 나눔고딕: 우분투 등 오픈 소스 운영체제의 기본 글꼴로 탑재된 바 있음.

- 기타 흔히 사용되는 한국어 고딕체
  - 윤고딕
  - Asia세고딕
  - Asia견고딕
  - HY견고딕

- 운영 체제의 기본 글꼴로 쓰이는 일본어 고딕체
  - Meiryo (메이료): 윈도우 비스타의 기본 글꼴.
  - Mona Font (모나 폰트): 리눅스에서 찾을 수 있는 자유 글꼴.
  - MS Gothic (MS 고딕): 윈도우 3.1 이후의 일본어 버전에서 찾을 수 있는 기본 시스템 글꼴.
  - MS PGothic (MS P고딕): 윈도우 95 이후에서 배포.
  - MS UI Gothic (MS UI 고딕): 윈도우 98에서 윈도우 XP로 갈 때 있던 기본 인터페이스 글꼴. 윈도우 98 이후에 배포되었으며 윈도우 XP에 내장되어 있음.
  - Osaka (오사카): 옛 맥 OS(맥 OS X이전 운영체제)의 기본 시스템 글꼴.
  - Hiragino Kaku Gothic (히라기노 카쿠 고딕), Hiragino Maru Gothic (히라기노 마루 고딕): 맥 OS X의 기본 일본어 시스템 글꼴.
  - Kozuka Gothic (코즈카 고딕): 어도비 일러스트레이터의 새로운 버전에서 제공하는 글꼴 계열.
  - GothicBBB-Medium (고딕BBB-중간): 어도비 시스템즈에서 쓰이며, 많은 문서에서 쉽게 찾을 수 있는 한중일 글꼴의 하나.
  - Kochi Gothic (봄바람 고딕:코치 고딕): 와타나베(Watanabe) 글꼴이 원조. 이전에 자유 글꼴이었음.  수많은 리눅스 배포판에서 찾을 수 있음. 이 글꼴의 개발은 와타나베 글꼴이 히타치사의 TypeBank and Design Laboratory에서 만든 TypeBank Mincho-M 글꼴을 베낀 것으로 알려져 중지되었음.
  - Sazanami Gothic (사자나미 고딕): 리눅스에서 찾을 수 있는 이전의 자유 글꼴

- 운영 체제의 기본 글꼴로 쓰이는 중국어 고딕체
  - STHeiti Light [STXihei]: 맥 OS X 10.2-10.4, 마이크로소프트 오피스 2000/XP에서 사용할 수 있음.
  - STHeiti: 맥 OS X 10.2-10.4에서 사용할 수 있음.
  - LiHei Pro Medium: 맥 OS X 10.3-10.4에서 사용할 수 있음.
  - Apple LiGothic Medium: 맥 OS 9과 맥 OS 10.2, 10.4에서 사용할 수 있음.
  - Microsoft JhengHei: 윈도우 비스타의 기본 인터페이스 글꼴. 차이나 타입 디자인 리미티드(China Type Design Limited)사에서 만듦.
  - Microsoft YaHei: 윈도우 비스타의 기본 인터페이스 글꼴.
  - MS Hei: 마이크로소프트 오피스 XP 도구에도 포함되어 있으며, 마이크로소프트 글로벌 IME 5.02 (단순 중국어)로 배포.
  - SimHei: 마이크로소프트 윈도우 2000과 함께 배포.

- 여러 나라의 언어 환경에 대응하는 글꼴:
  - Arial Unicode MS: 마이크로소프트 오피스 2000, XP, 2004에서 배포됨.
  - 본고딕(Noto Sans CJK): 구글과 어도비 주도로 산돌커뮤니케이션, 시노타입, 이와타가 개발한 오픈소스(SIL 오픈 폰트 라이선스) 폰트.

## 같이 보기
- 맑은 고딕
- 컴퓨터 글꼴
- 돋움체
- 산세리프

- 바탕체
- 명조체